# Juzes
Juzes (em occitano:  Jusas) é uma comuna francesa na região administrativa da Occitânia, no departamento do Alto Garona. Estende-se por uma área de 3.75 km², com 77 habitantes, segundo o censo de 2018, com uma densidade de 21 hab/km².